# What You Want
What You Want – wydany jako płyta winylowa 13 czerwca 2000 singel amerykańskiego rapera DMX-a. 17 października 2000 został wydany jako CD. Promuje on album "...And Then There Was X". "What You Want" to ocenzurowany tytuł "What These Bitches Want". Do "What You Want" powstał klip.
Okładka "What You Want" nie jest skomplikowanie wykonana. Jest to zdjęcie DMX-a na ciemnym tle i jest kilka napisów wykonanych ozdobną czcionką. W ramkę jest oprawiony tekst "The biggest in rap meets the biggest in R&B" ("Największy w rapie spotyka największego w R&B").
W "What These Bitches Want" gościnnie wystąpił Sisqo (w refrenie, wejściówce i końcówce). Podkład skomponował Nokio.

## Lista utworów
1. "What You Want" (Radio Edit)
2. "What These Bitches Want" (Explicit Album)
3. "Ruff Ryders' Anthem" (Taken From It's Dark and Hell Is Hot)
4. "What You Want" (Enchanced Video)